# Joey Molland
Joseph Charles Molland, dit Joey Molland, né le 21 juin 1947 à Liverpool et mort le 1er mars 2025, est un auteur-compositeur et guitariste rock britannique.

## Biographie
Joseph Charles Molland naît le 21 juin 1947 à Liverpool. 
Il rejoint Badfinger en tant que guitariste en 1969.
Joey Molland quitte Badfinger avant la mort de Pete Ham, s'opposant aux décisions de gestion fatidiques qui ont été prises après que le groupe soit passé d'Apple Records à Warner Bros. Records. Il forme un nouveau groupe, Natural Gas, avec Jerry Shirley, qui avait fait partie de Humble Pie. 
Joey Molland meurt le 1er mars 2025 à l’âge de 77 ans.